# كارين مارش دول
كارين مارش دول (بالإنجليزية: Caren Marsh Doll)‏ هي راقصة وممثلة أمريكية، (ولدت في هوليوود في الولايات المتحدة 1919  م).

## وصلات خارجية
- كارين مارش دول على موقع IMDb (الإنجليزية)
- كارين مارش دول على موقع أول موفي (الإنجليزية)
- كارين مارش دول على موقع قاعدة بيانات الفيلم (الإنجليزية)